# Maya Island Air

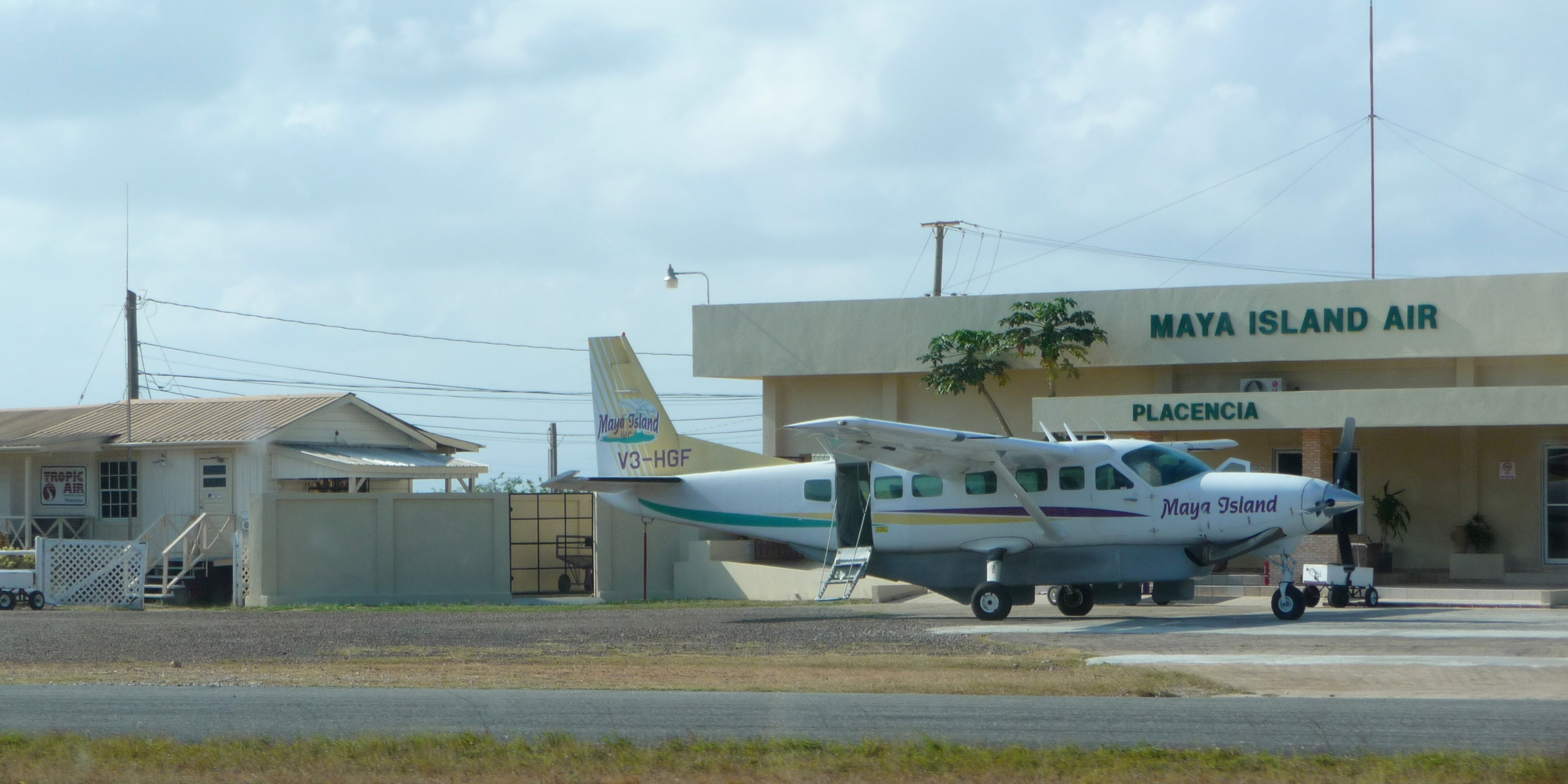

Maya Island Air – linia lotnicza z siedzibą w Belize City, w Belize.

## Flota
- 3 Britten-Norman BN2A Islander
- 7 Cessna 208B Caravan
- 3 ATR 72-500